# Hubble Deep Field

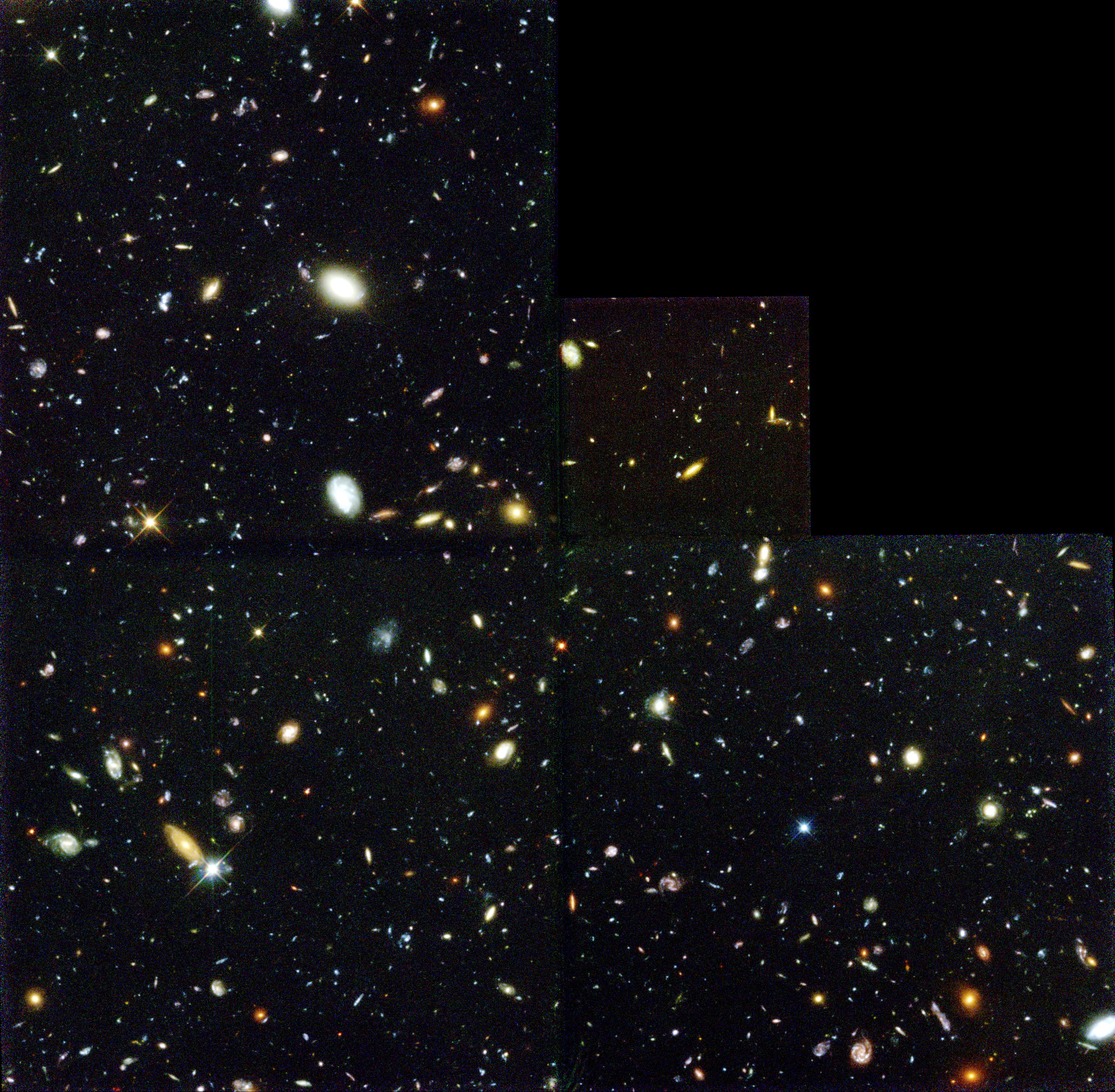
Hubble Deep Field

Hubble Deep Field (HDF, Глибоке поле Габбла) — зображення невеликої ділянки неба в сузір'ї Великої Ведмедиці, отримане космічним телескопом «Габбл». Ділянка, яку зафіксовано на фото, має площу 5,3 квадратних кутових мінут — приблизно 1⁄28 000 000 площі небесної сфери. Зображення було зібране з 342 окремих знімків, зроблених другою ширококутною планетарною камерою WFPC2), яка встановлена на телескопі «Габбл». Побудова зображення тривала декілька днів, у період із 18 по 28 грудня 1995 року.
Ділянка настільки маленька, що лише кілька зір Чумацького Шляху лежать у її межах; отже, майже всі 3000 об'єктів на зображенні — галактики.
Це спостереження поклало початок цілій низці подальших космологічних досліджень, які було здійснено як за допомогою телескопа Габбла, так і за допомогою наземних приладів.

## Завдання
Одне з основних завдань астрономів, які проектували космічний телескоп «Габбл», полягало в тому, щоб використовувати високу роздільну здатність телескопа для вивчення віддалених галактик із дуже високою деталізацією, недоступною раніше. На телескоп у космосі, на відміну від наземних телескопів, не впливають атмосферні викривлення, що надає змогу отримувати зображення з набагато більшою чіткістю у видимому й ультрафіолетовому діапазоні, ніж зображення, отримані з поверхні Землі. Шлях світла від дуже віддалених галактик триває мільйони й мільярди років, тому ми бачимо їх такими, якими вони були дуже давно. Подібні дослідження дозволяють скласти краще уявлення про утворення, еволюцію та розвиток галактик.

## Вибір ділянки спостереження

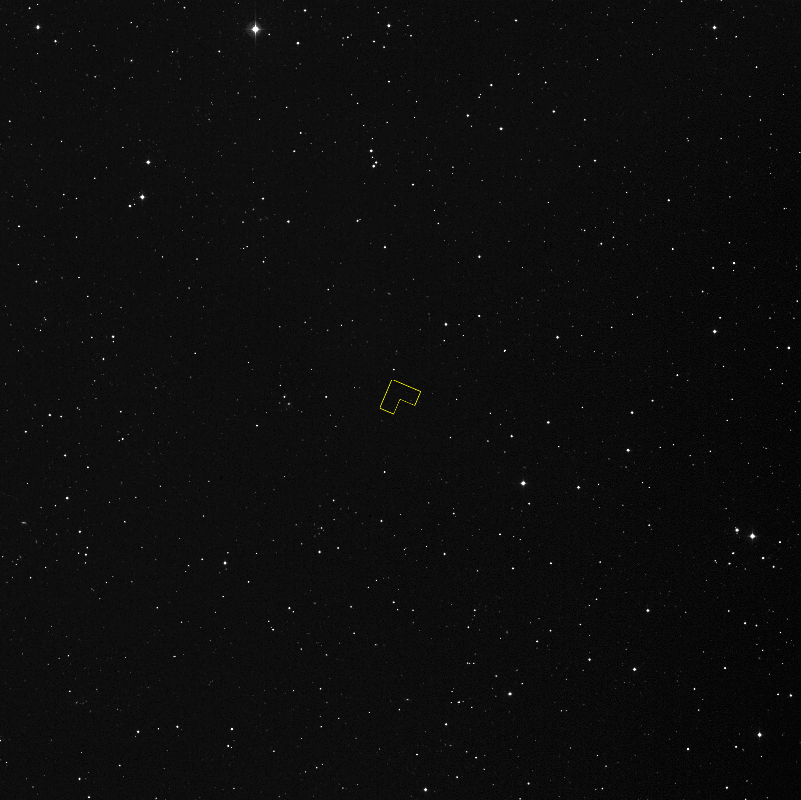
Ділянка, яку обрали для спостережень.

Обрана для спостережень ділянка мала відповідати кільком критеріям:
- перебувати на високій галактичній широті.
- на ділянці не мало бути відомих яскравих джерел видимого світла (таких, як недалекі зорі), а також джерел інфрачервоного, ультрафіолетового та рентгенівського випромінювання, щоб полегшити подальші дослідження у відповідних діапазонах хвиль.

Ці критерії значно обмежили можливі для спостереження ділянки.
Було вирішено, що ціль має перебувати в «зоні неперервного спостереження» телескопа «Габбл» (CVZs) — ділянці неба, що під час руху телескопа по орбіті ніколи не закривається Землею чи Місяцем. Робоча група вирішила зосередитися на північній «зоні неперервного спостереження», щоб ділянку можна було спостерігати в подальшому за допомогою телескопів північної півкулі, таких як Very Large Array і телескопа обсерваторії Кека.
Спочатку було визначено двадцять ділянок, які відповідали всім критеріям, з яких було обрано три оптимальні ділянки. Всі вони лежали в сузір'ї Великої Ведмедиці. Подальші радіоспостереження виключили одну з цих ділянок, тому що на ній знайшли яскраве радіоджерело, й остаточний вибір із двох інших було зроблено на основі наявності «навігаційних зір» на одній з ділянок: спостереження за допомогою телескопа «Габбл» зазвичай вимагають наявності декількох зірок неподалік, за якими сенсори точного наведення телескопу захоплюють ділянку спостереження. Врешті-решт було обрано ділянку з прямим піднесенням 12г 36х 49,4с і схиленням +62° 12′ 58″.

## Спостереження

Методика спостережень.

Визначившись із ділянкою спостереження, вчені стали до розробки методики. Необхідно було визначити, які з 48 фільтрів (включаючи вузькосмугові, які виділяють специфічні спектральні лінії, і широкосмугові), якими оснащена WFPC2, використовувати для спостережень. Вибір залежав від «пропускної здатності» кожного фільтра. Застосування вузькосмугових фільтрів було вкрай небажаним.
У результаті було обрано чотири широкосмугові фільтри: 300 нм, 450 нм (синє світло), 606 нм (червоне світло) і 814 нм. Оскільки квантова ефективність датчиків телескопа «Габбл» дуже низька на ділянці хвиль 300 нм, шум під час спостережень на цій довжині хвилі виникає, перш за все, через шум CCD-матриці, а не через фоновий шум неба; таким чином, ці спостереження могли проводитися, якщо високий фоновий шум буде шкодити ефективності спостережень в інших смугах пропускання.
Зображення цільової області з використанням вибраних фільтрів було отримано під час безперервних десятиденних спостережень, протягом яких Габбл облетів навколо Землі приблизно 150 разів. Підсумковий час спостережень у кожній довжині хвилі склав: 48,93 годин (300 нм), 36,52 годин (450 нм), 34,94 годин (606 нм) і 34,86 годин (814 нм). Спостереження було розділено на 342 окремі «етапи», щоб запобігти істотному пошкодженню окремих ділянок зображення яскравими смугами, які утворюються внаслідок впливу космічних променів на датчики CCD-матриці.

## Обробка даних

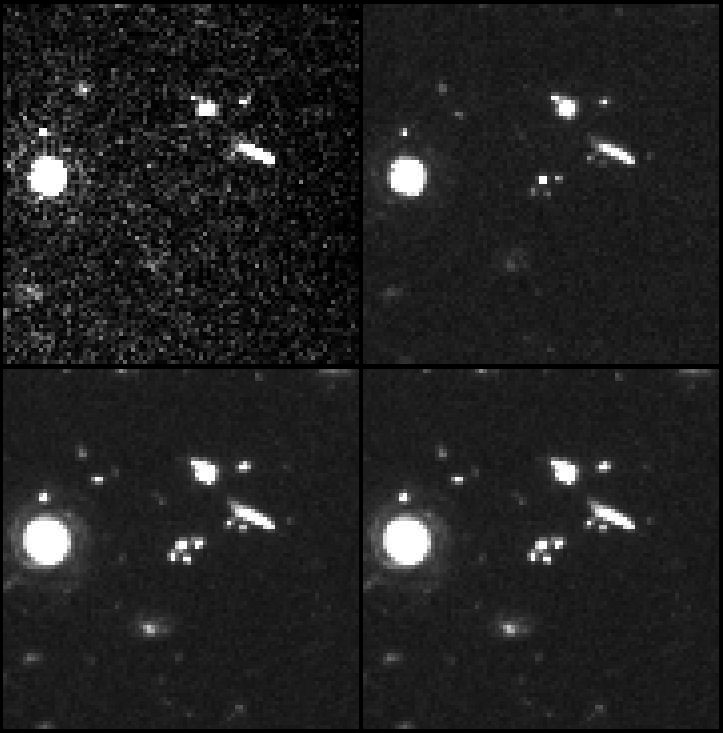
Зображення, отримані в різних довжинах хвиль: 300 нм (зверху ліворуч), 450 нм (зверху справа), 606 нм (знизу ліворуч) і 814 нм (знизу справа)

Під час об'єднання знімків, отриманих у різних діапазонах хвиль, були видалені пікселі, засвічені впливом космічних променів. Порівнянням декількох послідовно зроблених знімків були виявлено пікселі, порушені космічними променями на одному знімку, але не порушені на іншому. Сліди космічного сміття і штучних супутників також були ретельно прибрані зі знімків.
Приблизно на чверті фрагментів чітко розпізнавалося розсіяне світло від Землі. Щоб урівноважити дефект яскравості цих фрагментів, вони були вирівняні за рівнем яскравості знімків, незачеплених розсіяним світлом. Отриманий образ був згладжено. Завдяки цій процедурі, майже все розсіяне світло було видалено зі знімків
Після того, як із 342 окремих знімків було прибрано дефекти, їх об'єднали в один. Кожному пікселю CCD-матриці на WFPC2 відповідала ділянка в 0,09 кутових секунд. Кожне наступне зображення частково перекривало попереднє. З використанням складних методів обробки (спеціальний алгоритм «Drizzle») знімки було об'єднано, і в підсумковому знімку в усіх діапазонах хвиль розміри пікселя становили 0,04 кутових секунди.
Обробка даних призвела до отримання чотирьох монохромних знімків, по одному на кожен діапазон хвиль. Під час об'єднання їх в один кольоровий знімок кольори вибиралися певною мірою довільно, оскільки довжина хвиль, в яких створювалися зображення, не відповідає довжині хвиль власне червоного, зеленого й синього світла. Кольори в підсумковому знімку дають лише приблизне уявлення про фактичні кольори галактик. Фільтри для HDF (як і для більшості знімків, отриманих за допомогою телескопа «Габбл») вибиралися, насамперед, із міркувань найбільшої наукової корисності спостережень, а не для точної передачі кольорів, що сприймаються людським оком.

## Опис HDF
Підсумковий знімок містить зображення близько 3000 галактик — від добре помітних неправильних і спіральних на передньому плані, до ледь помітних, розміром усього кілька пікселів, позаду. У цілому на HDF, недалеких зір, імовірно, — менше десятка, більшість же об'єктів — віддалені галактики. Багато галактик взаємодіють одна з одною, утворюючи ланцюги й дуги: вони, імовірно, будуть ділянками інтенсивного зореутворення.

## Наукові результати

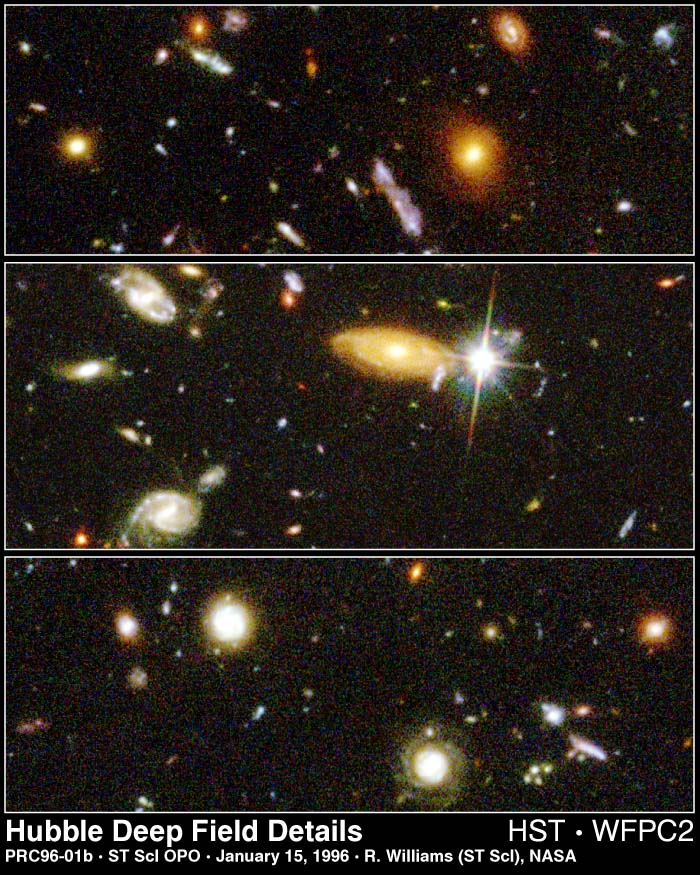
Деталі HDF ілюструють велику різноманітність форм галактик, розмірів і кольорів у Всесвіті.

Знімки HDF дали вченим багатий матеріал для аналізу, і, станом на 2005 рік, в астрономічній літературі з'явилося близько 400 публікацій (досліджень, статей), заснованих на HDF. Одним з найбільш фундаментальних результатів стало відкриття великої кількості галактик із великим значенням червоного зсуву. На той час було відомо багато квазарів із великим червоним зсувом, галактик же з великим червоним зсувом було відомо дуже мало. На HDF виявлено багато галактик із червоним зсувом, який перевищує 6, що приблизно відповідає відстані в 12 мільярдів світлових років. Найвіддаленіших об'єктів на ділянці HDF на зображеннях телескопа «Габбл» не видно; вони можуть бути виявлені тільки на знімках, отриманих наземними телескопами в інших діапазонах хвиль
На знімку HDF є багато неправильних галактик. Вважається, що велетенські еліптичні галактики утворюються в процесі взаємодії спіральних і неправильних галактик. Широкий набір галактик на різних стадіях їх розвитку дозволив астрономам одержати нову інформацію про процеси формування зірок.
Протягом багатьох років астрономи ламали голову над природою темної матерії, масу якої встановити не вдається (хоча за спостереженнями й розрахунками її частка оцінюється приблизно в 23% маси Всесвіту) а також темної енергії, що має негативний тиск і рівномірно заповнює весь простір Всесвіту. На частку темної енергії припадає 72% від усіх складових Всесвіту.
Одна з теорій полягає в тому, що темна матерія могла б складатися з масивних астрофізичних компактних об'єктів гало (англ. Massive Astrophysical Compact Halo Objects) — масивних об'єктів на зовнішніх ділянках галактик, які слабо світяться (такі як червоні карлики). Знімок HDF не підтвердив цю теорію; на ньому не виявлено великої кількості червоних карликів.

## Подальші дослідження

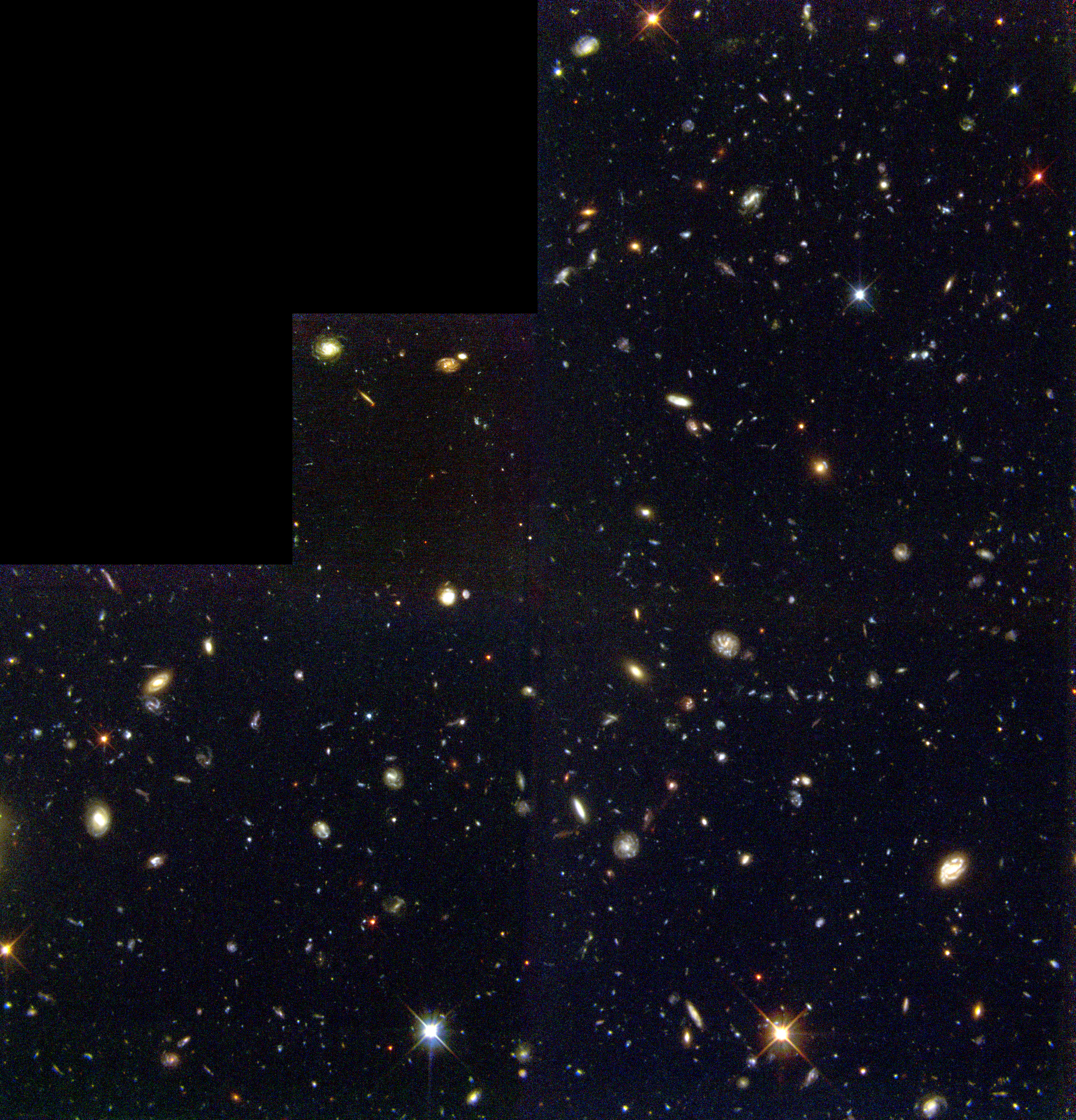
Hubble Deep Field South

HDF є орієнтиром у спостережній космології, і досі дуже багато чого в цій галузі не вивчено. Починаючи з 1995 року, проводилися численні дослідження й спостереження як наземними телескопами, так і космічними, в широкому діапазоні хвиль, від радіо до рентгенівських.

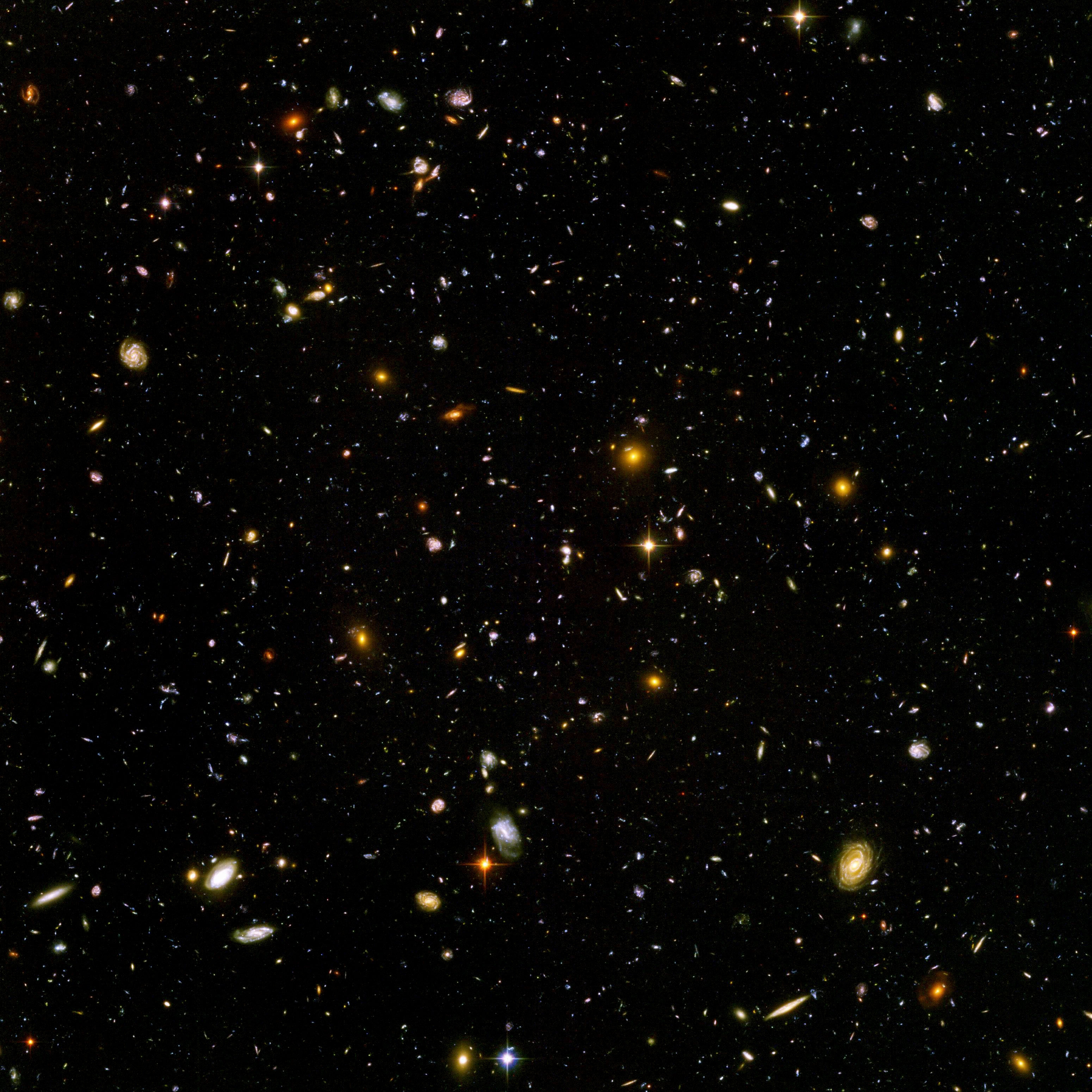
Hubble Ultra Deep Field

Багато об'єктів із великим значенням червоного зсуву було виявлено в межах ділянки HDF із використанням наземних телескопів, особливо, за допомогою радіотелескопа Джеймса Клерка Максвелла (англ. James Clerk Maxwell Telescope). Великий червоний зсув цих об'єктів не дозволяє побачити їх у видимому світлі, і тільки спостереження в інших діапазонах хвиль (інфрачервоний діапазон, субміліметрові хвилі) дозволили зробити це.
1998 року було зроблено знімок, подібний HDF, але в південній півкулі неба: Hubble Deep Field South (HDF-S). Зображення було створено з застосуванням таких же методів, як і HDF. Отриманий знімок дуже схожий на HDF, що є підтвердженням космологічного принципу, який стверджує, що в глобальних масштабах Всесвіт — однорідний.
2004 року було побудоване глибше зображення, відоме як Hubble Ultra Deep Field (HUDF). Його створення тривало одинадцять днів.
 2012 року було створено нове, ще глибше зображення — Hubble Extreme Deep Field (XDF). Це зображення є найчутливішим астрономічним зображенням, яке було будь-коли зроблене у видимому світлі.
Спостереження інфрачервоної космічної обсерваторії (ISO) виявили інфрачервоне випромінювання від 13 галактик, видимих на оптичних знімках. У цих галактиках міститься велика кількість «міжзоряного пилу», що пов'язують із інтенсивним формуванням зірок. Радіозображення, отримані з використанням наземних інструментів, таких, як VLA, виявили на HDF 5 радіоджерел (спочатку їх було виявлено 14, але через помилки при спостереженнях залишилося тільки 5), кожне з яких відповідає галактиці у видимому діапазоні хвиль.